# Ženklava
Ženklava (deutsch Senftleben) ist ein Ort mit 857 Einwohnern (2002) in der Region Moravskoslezský kraj (Tschechien).

## Geschichte
Nach dem Münchner Abkommen wurde der Ort dem Deutschen Reich zugeschlagen und gehörte bis 1945 zum Landkreis Neu Titschein.

## Sehenswürdigkeiten
- Vaterhaus des Herrnhuter Brüderpredigers Christian David mit einer Gedenktafel